# Catastrophe de Roosburg
La catastrophe de Roosburg désigne l'effondrement de la champignonnière du même nom, située dans le village de Sichem-Sussen-et-Bolré (commune de Riemst, province de Limbourg, Belgique) et s'étant produit le 23 décembre 1958 .
Elle fit 18 morts.

## Causes

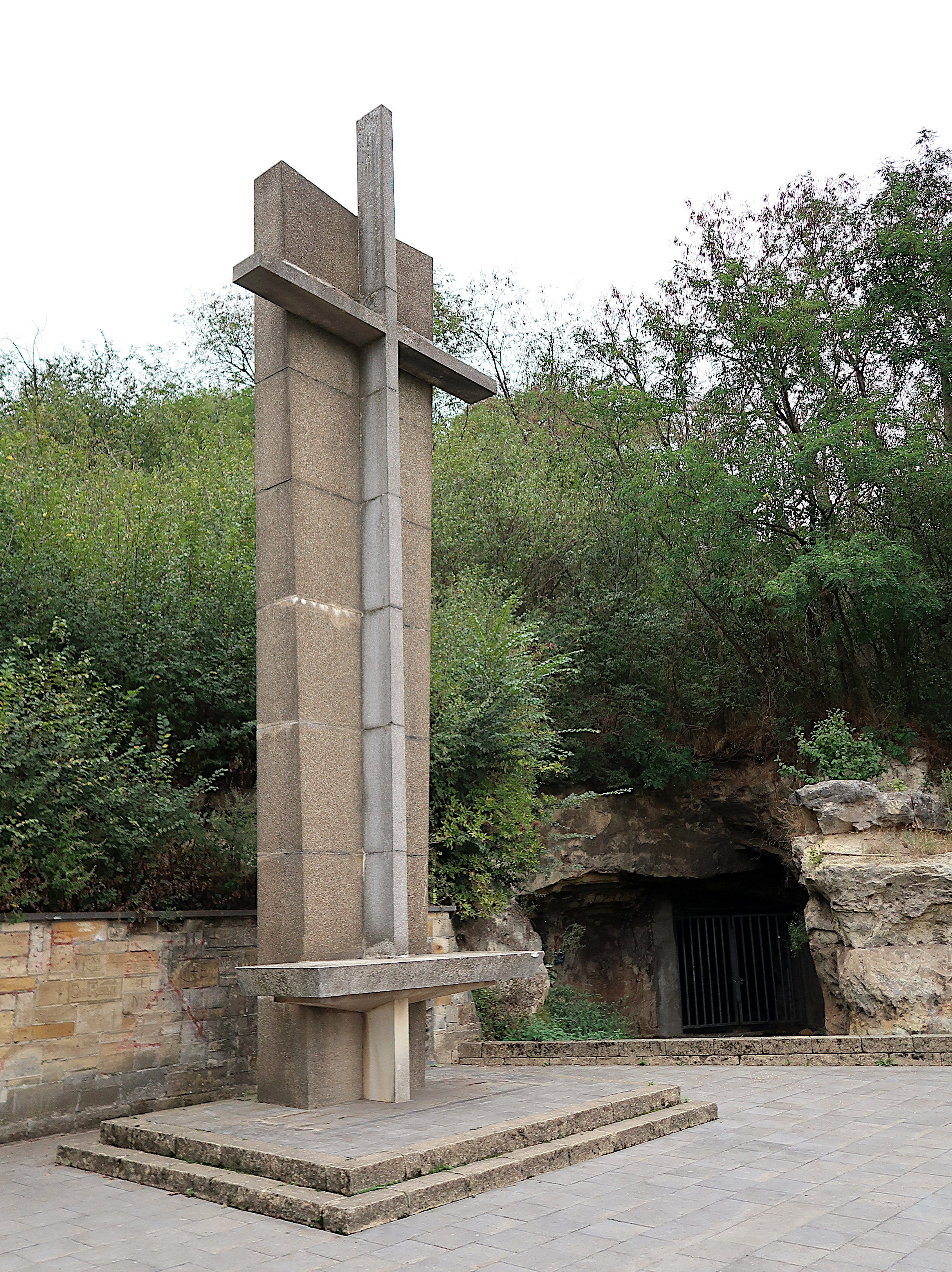
Monument commémoratif de la catastrophe à l'entrée de la champignonnière.